# Microregiunea Mórahalom
Microregiunea Mórahalom (în maghiară Mórahalomi kistérség) a fost o microregiune statistică (kistérség) din județul Csongrád, Ungaria.
Cu o populație de 25.983 locuitori și o suprafață de 534,82 km2, aceasta a existat până în 2014, când în Ungaria, microregiunile ”kistérségek” au fost înlocuite de districte (járások).